# Hotel Alvarado
El Hotel Alvarado fue un histórico hotel ferroviario que fue uno de los monumentos más famosos de Albuquerque, Nuevo México (Estados Unidos). Fue construido entre 1901 y 1902 por Ferrocarril de Atchison, Topeka y Santa Fe y fue operado por Fred Harvey Company hasta 1970. Con 120 habitaciones, era el más grande de todos los hoteles Harvey. Su demolición por el ferrocarril en 1970 fue descrita por la conservacionista Susan Dewitt como "la pérdida más grave de un hito que ha sufrido la ciudad" y ayudó a movilizar un apoyo más fuerte para los esfuerzos de preservación histórica en la ciudad.
El hotel fue diseñado por Charles Frederick Whittlesey en el estilo Misión y formaba parte de un complejo más grande de edificios ferroviarios, incluido el Santa Fe Depot, que se incendió en 1993, y la Oficina de Carga que aún existe. El antiguo sitio del hotel ahora está ocupado por el Centro de Transporte de Alvarado, que abrió sus puertas en 2002.

## Historia
El Alvarado fue uno de varios hoteles de la Fred Harvey Company construidos por el Ferrocarril de Atchison, Topeka y Santa Fe a lo largo de su ruta a principios del siglo XX, junto con el Hotel Castañeda en Las Vegas, El Tovar en el Gran Cañón, El Garces en Needles, y la Casa del Desierto en Barstow. Fue diseñado por Charles Frederick Whittlesey, quien también diseñó El Tovar, y se inauguró oficialmente el 10 de mayo de 1902. Lleva el nombre de Hernando de Alvarado, lugarteniente de Francisco Vázquez de Coronado en su expedición de 1540 a Nuevo México. Tenía 100 habitaciones, 20 baños, un comedor de 21,3 por 12,2 m, una barra, barbería, salones para hombres y mujeres, salón del club, salas de lectura y un tal Indian Building donde los turistas podían comprar curiosidades del Suroeste.
En 1922 fue remodelado y ampliado. El número de habitaciones se elevó a 120 y se agregaron baños a las habitaciones que carecían de ellos. También se agregaron jardines y fuentes a los patios exteriores, y los espacios públicos interiores fueron rediseñados y redecorados por la arquitecta Mary Colter. Cuando se completó el proyecto, el Alvarado era el más grande de los hoteles Harvey. Para muchos viajeros, fue su introducción al Suroeste de Estados Unidos, y el escritor Lawrence Clark Powell lo describió como el "corazón de los corazones" de la región. También fue un importante centro social para Albuquerque, albergando una variedad de eventos, incluido el Montezuma Ball anual.
En la década de 1960, el Alvarado era uno de los últimos hoteles Harvey que aún funcionaba y estaba en mal estado. A pesar de los rumores de que pronto sería demolido, la ciudad tomó pocas medidas para preservar la propiedad, aunque se incluyó en el Registro de Propiedades Culturales del Estado de Nuevo México en 1969 y en el Registro Nacional de Lugares Históricos en 1970. En septiembre de 1969, ATSF anunció su plan de cerrar el hotel el 2 de enero de 1970 y luego demolerlo. En cambio, el ferrocarril ofreció vender la propiedad a la ciudad, pero solo a un precio de 1,5 millones de dólares, que estaba muy por encima del valor de tasación de 600 000 dólares. Al final no hubo suficiente interés ni voluntad por parte del gobierno de la ciudad ni de los vecinos para salvar el hotel, y fue demolido como estaba previsto a partir del 2 de febrero de 1970. La revista New Mexico Architecture marcó su fallecimiento con un artículo que concluyó, simplemente, "¡El Alvarado Está Muerto!"
Posteriormente, la demolición del hotel ha sido reconocida como una de las mayores pérdidas arquitectónicas de Albuquerque, con un arquitecto diciendo que "realmente ha perseguido a Nuevo México." Aunque el hotel no se salvó, su demolición impulsó un apoyo comunitario significativamente mayor para los esfuerzos de conservación posteriores en Albuquerque y condujo al establecimiento de la Asociación de Conservación de Albuquerque y la Encuesta de Monumentos Históricos de la ciudad.. El sitio de Alvarado se utilizó como estacionamiento hasta 2002, cuando se completó un centro de tránsito multimodal, el Centro de Transporte de Alvarado. Este fue diseñado para parecerse al antiguo hotel, en estilo misión.

## Arquitectura

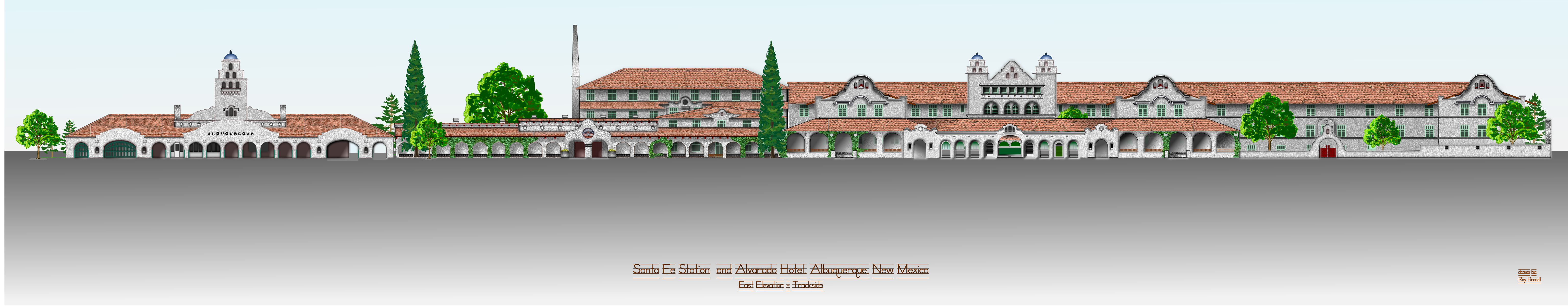
Ilustración que muestra la elevación este (frontal) del depósito de Santa Fe (izquierda) y el hotel Alvarado (derecha)

El Alvarado era un edificio extenso de tres pisos diseñado en el estilo Mission Revival. Estaba situado en la esquina de la calle Primera y la avenida Central, en el extremo norte de un complejo de cuatro bloques de edificios ferroviarios que también incluía el Santa Fe Depot, la aún existente Freight House (1946), Curio Store (1912), and Telegraph Office (1914), y varios otros. Era de construcción con entramado de madera con techos de tejas y un exterior de estuco gris tosco aplicado a una capa de listón de acero.
El bloque principal del hotel tenía forma de E con tres alas sobresalientes, cada una con un frontón curvo al estilo de la Misión, frente a las vías del tren contiguas. Dos patios interiores entre las alas del hotel estaban rodeados por arcadas que también conectaban con el Indian Building, el depósito y otras dependencias. Un frontón con un hastial curvo flanqueado por dos torres escalonadas marcaba la entrada principal del hotel.